# Ivahn Marie-Josée
Ivahn Marie-Josée est un footballeur mauricien né le 4 novembre 1978. Il joue au poste de gardien de but au sein du club d'AS de Vacoas-Phoenix. Il est international mauricien depuis 2008.

## Biographie
Il est appelé pour la première fois dans le groupe des sélectionnables en décembre 2003 alors qu'il joue pour Sodnac United. Il rejoint en 2004 l'US Beau-Bassin/Rose Hill puis, en 2008, l'AS de Vacoas-Phoenix, année où il fait ses débuts en sélection. Il termine, pour sa première saison au club, deuxième du championnat derrière le Curepipe Starlight SC. Il remporte ensuite la Coupe de Maurice en 2010.
Sélectionné pour les Jeux des îles de l'océan Indien 2011, il arrête un tir au but lors de la demi-finale disputée face à Mayotte. En finale de la compétition, les Mauriciens s'inclinent aux tirs au but face aux Seychelles. La même saison, il termine avec son club à la deuxième place du championnat.

## Palmarès
- Finaliste des Jeux des îles de l'océan Indien 2011 avec Maurice.
- Vainqueur de la Coupe de Maurice en 2010 avec l'AS de Vacoas-Phoenix.
- Vice-champion de Maurice en 2009 et 2011 avec l'AS de Vacoas-Phoenix.